# Tioga (Dakota del Nord)
Tioga è un centro abitato (city) degli Stati Uniti d'America, situato nella Contea di Williams, nello Stato del Dakota del Nord. Nel censimento del 2000 la popolazione era di 1.125 abitanti. La città è stata fondata nel 1902.

## Geografia fisica
Secondo i rilevamenti dell'United States Census Bureau, la località di Tioga si estende su una superficie di 3,60 km², tutti occupati da terre.

## Popolazione
Secondo il censimento del 2000, a Tioga vivevano 1.125 persone, ed erano presenti 311 gruppi familiari. La densità di popolazione era di 331 ab./km². Nel territorio comunale si trovavano 569 unità edificate. Per quanto riguarda la composizione etnica degli abitanti, il 97,42% era bianco, lo 0,18% era afroamericano, lo 0,89% era nativo, lo 0,18% apparteneva ad altre razze e ll'1,33% a due o più. La popolazione di ogni razza ispanica corrispondeva allo 0,09% degli abitanti.
Per quanto riguarda la suddivisione della popolazione in fasce d'età, il 22,5% era al di sotto dei 18, il 4,2% fra i 18 e i 24, il 23,4% fra i 25 e i 44, il 23,5% fra i 45 e i 64, mentre infine il 26,5% era al di sopra dei 65 anni di età. L'età media della popolazione era di 45 anni. Per ogni 100 donne residenti vivevano 86,0 maschi.